# Durga McBroom
Durga McBroom (Los Ángeles, 16 de octubre de 1962) es una cantante y actriz estadounidense, conocida por hacer los coros del grupo británico Pink Floyd. Nació el 16 de octubre de 1962 en California, Estados Unidos.
Lectora empedernida desde temprana edad y amante de Joni Mitchell, estudió teatro, lo que le dio la oportunidad de tener un papel en el clásico de los 80´s "Flashdance", entre otros trabajos.
Pero su afición por la música y el canto la llevaron, junto a su hermana Lorelei, a trabajar con artistas como Neil Rodgers.
David Gilmour escuchó dicho disco y, asombrado por estas hermanas, las invitó a ser parte de las coristas de la banda, lugar en el que Durga se mantuvo durante el resto de los Tours de Pink Floyd desde 1988, participando en espectáculos tan memorables como los shows en Venecia, el palacio de Versalles, el festival de Knebworth, además de aparecer en "Delicate Sound of Thunder".
Durga se mudó a Londres debido a su trabajo con Pink Floyd y en esa ciudad formó "Blue Pearl", grupo con el que logró un gran éxito en Europa, alcanzando el Nº 1 con el tema "Naked in the Rain".
"Alive" fue otro sencillo en el cual David Gilmour y Rick Wright son músicos invitados, además de Guy Pratt.
Posteriormente vuelve a EE. UU., en 1994 participa en The Division Bell y la totalidad del tour de la banda. Al tiempo publica un libro de poesía titulado "Gods and Lovers" y trabaja con David Gilmour en sus espectáculos de rock de cámara.